# Campionati europei di ciclismo su pista 2018 - Keirin maschile
La keirin maschile ai Campionati europei di ciclismo su pista 2018 si è svolta il 7 agosto 2018 presso il velodromo Commonwealth Arena and Sir Chris Hoy di Glasgow, nel Regno Unito.

## Podio
| Pos.    | Atleta           | Nazionalità   |
| ------- | ---------------- | ------------- |
| Oro     | Stefan Bötticher | Germania      |
| Argento | Sébastien Vigier | Francia       |
| Bronzo  | Jack Carlin      | Gran Bretagna |

## Risultati

### Primo turno
Si qualificano per le semifinali i primi 2 di ogni batteria, gli altri vanno ai ripescaggi.

#### Batteria 1
| Posizione | Atleta              | Nazione     | Gap | Note |
| --------- | ------------------- | ----------- | --- | ---- |
| 1         | Andriy Vynokurov    | Ucraina     |     | Q    |
| 2         | Uladzislau Novik    | Bielorussia |     | Q    |
| 3         | Svajūnas Jonauskas  | Lituania    |     |      |
| 4         | Francesco Ceci)     | Italia      |     |      |
| 5         | Ayrton De Pauw      | Belgio      |     |      |
| 6         | Alexander Dubchenko | Russia      |     | REL  |

#### Batteria 2
| Posizione | Atleta            | Nazione       | Gap | Note |
| --------- | ----------------- | ------------- | --- | ---- |
| 1         | Sébastien Vigier  | Francia       |     | Q    |
| 2         | Joseph Truman     | Gran Bretagna |     | Q    |
| 3         | Joachim Eilers    | Germania      |     |      |
| 4         | Norbert Szabo     | Romania       |     |      |
| 5         | Sam Ligtlee       | Paesi Bassi   |     | REL  |
| 6         | Sergii Omelchenko | Azerbaigian   |     | DNF  |
| 7         | Sándor Szalontay  | Ungheria      |     | DNF  |

#### Batteria 3
| Posizione | Atleta              | Nazione       | Gap | Note |
| --------- | ------------------- | ------------- | --- | ---- |
| 1         | Stefan Bötticher    | Germania      |     | Q    |
| 2         | Jack Carlin         | Gran Bretagna |     | Q    |
| 3         | Mateusz Lipa        | Polonia       |     |      |
| 4         | Juan Peralta Gascon | Spagna        |     |      |
| 5         | Quentin Lafargue    | Francia       |     |      |
| 6         | Tomáš Bábek         | Rep. Ceca     |     |      |
| 7         | Artsiom Zaitsau     | Bielorussia   |     |      |

#### Batteria 4
| Posizione | Atleta              | Nazione     | Gap | Note |
| --------- | ------------------- | ----------- | --- | ---- |
| 1         | Denis Dmitriev      | Russia      |     | Q    |
| 2         | Harrie Lavreysen    | Paesi Bassi |     | Q    |
| 3         | Krzysztof Maksel    | Polonia     |     |      |
| 4         | José Moreno Sánchez | Spagna      |     |      |
| 5         | Pavel Kelemen       | Rep. Ceca   |     |      |
| 6         | David Askurava      | Georgia     |     |      |
| 7         | Luca Ceci           | Italia      |     |      |

### Ripescaggi primo turno
Il primo di ogni batteria si qualifica alle semifinali 

#### Batteria 1
| Posizione | Atleta             | Nazione     | Gap | Note |
| --------- | ------------------ | ----------- | --- | ---- |
| 1         | Quentin Lafargue   | Francia     |     | Q    |
| 2         | Svajūnas Jonauskas | Lituania    |     |      |
| 3         | Jose Moreno        | Spagna      |     |      |
| 4         | Sergii Omelchenko  | Azerbaigian |     |      |

#### Batteria 2
| Posizione | Atleta              | Nazione     | Gap | Note |
| --------- | ------------------- | ----------- | --- | ---- |
| 1         | Joachim Eilers      | Germania    |     | Q    |
| 2         | Juan Peralta Gascon | Spagna      |     |      |
| 3         | Alexander Dubchenko | Russia      |     |      |
| 4         | Luca Ceci           | Italia      |     |      |
| 5         | Sam Ligtlee         | Paesi Bassi |     |      |

#### Batteria 3
| Posizione | Atleta          | Nazione     | Gap | Note |
| --------- | --------------- | ----------- | --- | ---- |
| 1         | Mateusz Lipa    | Polonia     |     | Q    |
| 2         | Artsiom Zaitsau | Bielorussia |     |      |
| 3         | Ayrton De Pauw  | Belgio      |     |      |
| 4         | Norbert Szabo   | Romania     |     |      |
| 5         | Davit Askurava  | Georgia     |     |      |

#### Batteria 4
| Posizione | Atleta           | Nazione   | Gap | Note |
| --------- | ---------------- | --------- | --- | ---- |
| 1         | Krzysztof Maksel | Polonia   |     | Q    |
| 2         | Pavel Kelemen    | Rep. Ceca |     |      |
| 3         | Tomáš Bábek      | Rep. Ceca |     |      |
| 4         | Sándor Szalontay | Ungheria  |     |      |
| 5         | Francesco Ceci)  | Italia    |     |      |

### Semifinali
Si qualificano per la finale i primi tre atleti di ogni batteria, gli altri si qualificano per la finale di consolazione.

#### Batteria 1
| Posizione | Atleta           | Nazione       | Gap | Note |
| --------- | ---------------- | ------------- | --- | ---- |
| 1         | Quentin Lafargue | Francia       |     | Q    |
| 2         | Jack Carlin      | Gran Bretagna |     | Q    |
| 3         | Krzysztof Maksel | Polonia       |     | Q    |
| 4         | Andriy Vynokurov | Ucraina       |     |      |
| 5         | Denis Dmitriev   | Russia        |     |      |
| 6         | Joseph Truman    | Gran Bretagna |     |      |

#### Batteria 2
| Posizione | Atleta           | Nazione     | Gap | Note |
| --------- | ---------------- | ----------- | --- | ---- |
| 1         | Sébastien Vigier | Francia     |     | Q    |
| 2         | Stefan Bötticher | Germania    |     | Q    |
| 3         | Harrie Lavreysen | Paesi Bassi |     | Q    |
| 4         | Joachim Eilers   | Germania    |     |      |
| 5         | Uladzislau Novik | Bielorussia |     |      |
| 6         | Mateusz Lipa     | Polonia     |     |      |

### Finali

#### Finale di consolazione
| Posizione | Atleta           | Nazione       | Gap | Note |
| --------- | ---------------- | ------------- | --- | ---- |
| 7         | Joachim Eilers   | Germania      |     |      |
| 8         | Andriy Vynokurov | Ucraina       |     |      |
| 9         | Joseph Truman    | Gran Bretagna |     |      |
| 10        | Mateusz Lipa     | Polonia       |     |      |
| 11        | Denis Dmitriev   | Russia        |     |      |
| 12        | Uladzislau Novik | Bielorussia   |     |      |

#### Finale
| Posizione | Atleta           | Nazione       | Gap | Note |
| --------- | ---------------- | ------------- | --- | ---- |
| 1         | Stefan Bötticher | Germania      |     |      |
| 2         | Sébastien Vigier | Francia       |     |      |
| 3         | Jack Carlin      | Gran Bretagna |     |      |
| 4         | Quentin Lafargue | Francia       |     |      |
| 5         | Harrie Lavreysen | Paesi Bassi   |     |      |
| 6         | Krzysztof Maksel | Polonia       |     |      |

- DNF = prova non completata
- REL = rilegato all'ultimo posto